# Jabal al-Nur
Jabal al-Nour (arabsko جَبَل ٱلنُّوْر, latinizirano: Jabal an-Nūr, dob. ''Gora luči'' ali 'Hrib razsvetljenja') je gora blizu Meke v regiji Hedžas v Saudovi Arabiji. V gori je jama Hira (arabsko غَار حِرَاء, latinizirano: Ghar-i-Hira, dob. ''jama Hira''), ki ima izjemen pomen za muslimane po vsem svetu, saj naj bi tukaj islamski prerok Mohamed prejel svoje prvo razodetje Korana, ki je sestavljen iz prvih petih ajetov Sure Al-Alaq od angela Džibraila (kot se izgovarja v nekaterih šolah recitiranja Korana in nekaterih arabskih plemenih; znan tudi kot Gabriel). Je ena izmed najbolj priljubljenih turističnih znamenitosti v Meki. Sama gora je visoka komaj 640 m; kljub temu pa za naporen pohod do jame potrebujete eno do dve uri. Do vrha vodi 1750 stopnic, kar lahko tudi za dobro pripravljenega posameznika traja od pol ure do ene ure in pol.

## Etimologija
Tu naj bi Mohamed doživel svoje prvo razodetje in prejel pet verzov Korana, gora je dobila naziv Jabal an-Nūr ('Gora svetlobe' ali 'Gora razsvetljenja'). To izkušnjo včasih identificiramo z začetkom razodetja; od tod današnje ime. Datum prvega razodetja naj bi se zgodil na Laylat al-Qadr, eno od zadnjih 10 noči ramazana, domnevno okoli avgusta leta 610 n. št..

## Videz
Ena fizična značilnost, po kateri se Jabal al-Nour razlikuje od drugih gora in hribov, je njegov nenavaden vrh, zaradi katerega je videti, kot da sta dve gori ena na drugi. Vrh te gore v gorski puščavi je eden najbolj samotnih krajev. Vendar pa je jama v notranjosti, ki je obrnjena proti Kabi, še bolj izolirana. Takrat so lahko ljudje, ko so stali na dvorišču, le gledali na okoliške skale. Dandanes lahko ljudje vidijo okoliške skale, pa tudi stavbe, ki so na stotine metrov spodaj in na stotine metrov do mnogo kilometrov stran. Hira je oba brez vode ali rastlinja, razen nekaj trnov. Hira je višji od Thabīrja (ثَبِيْر) in je okronana s strmim in spolzkim vrhom, na katerega se je nekoč povzpel Mohamed z nekaterimi tovariši.

## Geologija
Goro sestavljajo intruzivne magmatske kamnine, pretežno iz predkambrija, stari grobozrnati tonalit rogovače, s podrejenim granodioritom.

## Jama Hira
Jama Hira je bila pred islamom manjšega pomena, njeno ime izhaja iz hira (dragulji). Do nje je potrebno 1750 stopnic hoje, dolga je približno 3,7 m in široks 1,60 m. Je na višini 270 m. Med hadžom (romanjem) se približno pet tisoč obiskovalcev dnevno povzpne vanjo, da bi videli kraj, kjer naj bi prerok Mohamed prejel prvo razodetje Korana na Laylat al-Qadr (noč moči) od angela Džibraila (Gabriel). Večina muslimanov ne meni, da je obisk jame sestavni del hadža. Kljub temu ga mnogi obiščejo zaradi osebnega užitka in duhovnosti. Čeprav nekateri menijo, da je kraj čaščenja, je to mnenje v nasprotju s salafističnimi interpretacijami islamskega rituala. Medtem ko ima jama pomembno vlogo v As-Sīrah an-Nabawiyyah (preroški življenjepis), se ne šteje za tako sveto kot druga mesta v Meki, kot je mošeja Al-Haram, in tako v večini interpretacij islama enaka nagrada je sprejet za molitev tukaj kot na katerem koli drugem mestu v Meki.
Pred prvim razodetjem preroka Mohameda je imel transcendentalne sanje, v katerih so bila znamenja, da se je njegovo preroštvo začelo in da ga bodo kamni v Meki pozdravili s salamom. Te sanje so trajale šest mesecev.
Vse večja potreba po samoti je vodila preroka Mohameda, da je iskal osamo in meditacijo (Murakabah) v skalnatih hribih, ki so obdajali Meko. Vsako leto se je za en mesec umaknil v jamo in se osamil (Tahannuth). Jemal je živila in hranil revne, ki so prihajali k njemu. Preden se je vrnil domov k svoji družini po več oskrbe, je sedemkrat obšel Kabo.

## Galerija
- Pogled na Jabal al-Nour
- Ljudje vstopajo v jamo Hira
- Pregled Jabal an-Nour
- Jama Hira
- Jabal e Noor
- Fotografija Meke leta 2019, ki prikazuje Al-Masjid Al-Haram v ospredju in Jabal an-Nour v ozadju. Jabal Abu Qubays je vzhodno od mošeje, na desni strani fotografije.